# Wael Sawan
Wael Sawan est un homme d'affaires libano-canadien, né en juillet 1974 à Beyrouth (Liban).
Il est le directeur général de la multinationale de l’énergie Shell depuis le 1er janvier 2023.

## Biographie

### Jeunesse et formation initiale
Sawan est né à Beyrouth en juillet 1974. Il grandit à Dubai, puis au Canada, et obtient un master de génie chimique à l’Université McGill de Montréal.
Il dispose de la double nationalité libanaise et canadienne.

### Carrière
Sawan rejoint le groupe Shell en 1997 comme ingénieur de la société PDO (Petroleum Development Oman).
Il fait une pause dans sa carrière pour obtenir un MBA à la Harvard Business School.
Au Qatar, il devient vice-président pour les activités commerciales, gaz naturel liquéfié. Il est ensuite nommé président-directeur général des sociétés Shell au Qatar, puis vice-président des activités de Shell en eaux profondes (« deep water »).
En 2019, il est nommé directeur des activités « upstream » (« amont » ou exploration-production pour le pétrole et le gaz) et devient membre du Comité exécutif du groupe.
Il devient chef de la division « Gaz naturel et énergies renouvelables ».
Au 1er janvier 2023, il succède à Ben van Beurden comme directeur général de la société multinationale.

### Vie privée
Sawan est marié à Nicole, avec laquelle il a trois fils.